# Margaret Clitherow
Margaret Clitherow, nata Margaret Middleton (York, 1556 – York, 25 marzo 1586) fu una donna inglese martirizzata sotto Elisabetta I. Beatificata nel 1929, è una dei quaranta martiri di Inghilterra e Galles proclamati santi da papa Paolo VI nel 1970. Talvolta viene chiamata la "perla di York".

## Biografia
Nacque da Thomas e Jane Middleton, quinta e ultima figlia di un facoltoso produttore di candele che, per un certo periodo, fu anche sceriffo della contea. La famiglia Middleton era rimasta cattolica anche dopo l'emanazione dell'Atto di Supremazia. Ma quando Elisabetta I salì al trono (1558) il controllo religioso sui cittadini inglesi si fece molto più stretto, tanto che il padre decise, per quieto vivere, di passare al protestantesimo. La piccola Margaret si adeguò al volere del padre, che morì nel 1567.
Nel 1571 Margaret sposò il ricco John Clitherow, commerciante di carni e allevatore di bestiame, da cui ebbe quattro figli. Nel 1574 John Clitherow fu nominato ciambellano della contea. La carica comportava l'obbligo di denunciare i «ricusanti», cioè coloro che non partecipavano per scelta alle funzioni di rito anglicano. Nello stesso anno Margaret, 21 enne e diventata madre di due figli piccoli, comunicò al marito che aveva riabbracciato la fede cattolica. Margaret era consapevole dei rischi che correva: una sua amica, Dorothy Vavasour, moglie di un medico, ospitava i sacerdoti cattolici nella sua abitazione (tra cui il noto Edmund Campion) e sapeva che poteva essere tradita e denunciata alla polizia in qualsiasi momento. Margaret Clitherow era dedita alle opere di carità verso i poveri ed i carcerati. In casa pregava tutte le mattine e tutte le sere; riceveva visite da missionari cattolici, che ospitava in una stanza segreta. I vicini, anche protestanti, non la tradirono.
Nel 1576 finì nelle liste dei ricusanti, ma era incinta. Dopo il parto fu arrestata (agosto 1572) e rinchiusa nel castello di York insieme ad altre detenute cattoliche. In galera imparò a leggere. Tra le sue letture vi fu, oltre alla Bibbia (lesse la traduzione inglese oggi nota come Bibbia di Douai-Rheims), L'imitazione di Cristo, il noto trattato religioso sulla vita ascetica del XV secolo. Nel febbraio 1578 il carcere fu convertito in arresti domiciliari. Le fu ordinato di partecipare alle funzioni anglicane. Pena: una multa di due scellini per ogni infrazione. Tornata in famiglia, Margaret si preoccupò immediatamente dell'educazione dei figli. Usò spesso il congruo assegno che le passava il marito per istruire i figli, suoi e dei vicini, con un maestro cattolico che aveva conosciuto in carcere. Iscrisse il figlio maggiore, Henry, al Seminario di Douai.
Nel 1580 fu arrestata nuovamente e rinchiusa in prigione in regime di carcere duro (3 ottobre). Rilasciata il 24 aprile 1581 per partorire il quarto figlio, fu ricondotta in carcere sei settimane dopo. Suo marito pagò la cauzione per ottenere la sua liberazione. Tra il 1582 e il 1583 furono giustiziati cinque sacerdoti cattolici a Knavesmire, l'area paludosa poco fuori York scelta per le esecuzioni capitali. Diverse volte si recò a pregare in quell'area (di notte, per non essere vista) per i martiri.
Nel marzo 1585 fu approvato l'«Editto 27» in base al quale era punibile con la morte l'essere stato ordinato presbitero fuori dei confini del regno e l'atto di nascondere un sacerdote. L'ingiunzione aveva effetto retroattivo dal 1559. Ciò non bastò a frenare l'attività di Margaret Clitherow, che continuò come prima. Il 10 marzo 1586 gli agenti di polizia entrarono in casa Clitherow durante una lezione ai figli di Margaret e ai figli dei vicini. Il maestro riuscì a fuggire, ma i bambini, con Margaret, furono tutti arrestati. Il 14 marzo fu dichiarata colpevole per «aver dato alloggio a gesuiti e preti di seminario, i nemici mortali di Sua Maestà la Regina». Lei replicò al giudice di non aver mai commesso nulla di illegale e di non aver mai ospitato «nemici della Regina».
Processata dalla corte d'assise di York, Margaret rifiutò di rispondere: in questo modo evitò un processo che avrebbe potuto portare i figli a testimoniare o ad essere messi sotto tortura. La legge prevedeva una «pena forte e dura» (cioè la morte per schiacciamento). Margherita rispose al giudice:
Fu giustiziata il 25 marzo dello stesso anno (giorno dell'Annunciazione e Venerdì santo): fatta stendere a terra, le fu posta sotto la schiena una pietra acuminata delle dimensioni di un pugno. I carnefici le posero sul corpo la porta di casa sua e la si caricò di pesi finché non schiacciarono la gabbia toracica. Grazie all'intervento di una gentildonna protestante, l'agonia durò circa un quarto d'ora invece dei tre giorni previsti dalla pena. Il corpo fu lasciato esposto per sei ore, poi venne liberato dai pesi e gettato in una fossa. Dopo sei settimane di ricerche svolte in segreto, le spoglie di Margaret Clitherow furono recuperate e poi interrate in un luogo sconosciuto. Una mano della santa è oggi conservata nel Monastero della Beata Vergine a York.
John Mush, guida spirituale e confessore di Margaret Clitherow, scrisse su di lei una biografia pubblicata nel 1586: Vita e morte della signora Margaret Clitherow.

## Discendenza
- Henry, il figlio maggiore, studiò a Douai ed a Roma, dove fu ordinato sacerdote; morì con l'abito domenicano a Viterbo;
- Anne si fece monaca presso il convento di Sant'Orsola a Lovanio, nelle Fiandre, dove morì nel 1622.

## Culto
Margaret Clitherow fu beatificata da Pio XI il 15 dicembre 1929 e fu canonizzata da Paolo VI il 25 ottobre 1970 nel novero dei Quaranta martiri inglesi e gallesi.

## Galleria d'immagini

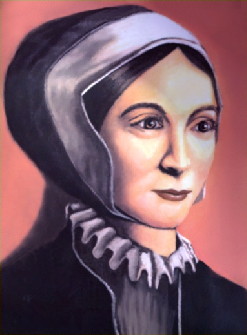
Ritratto.
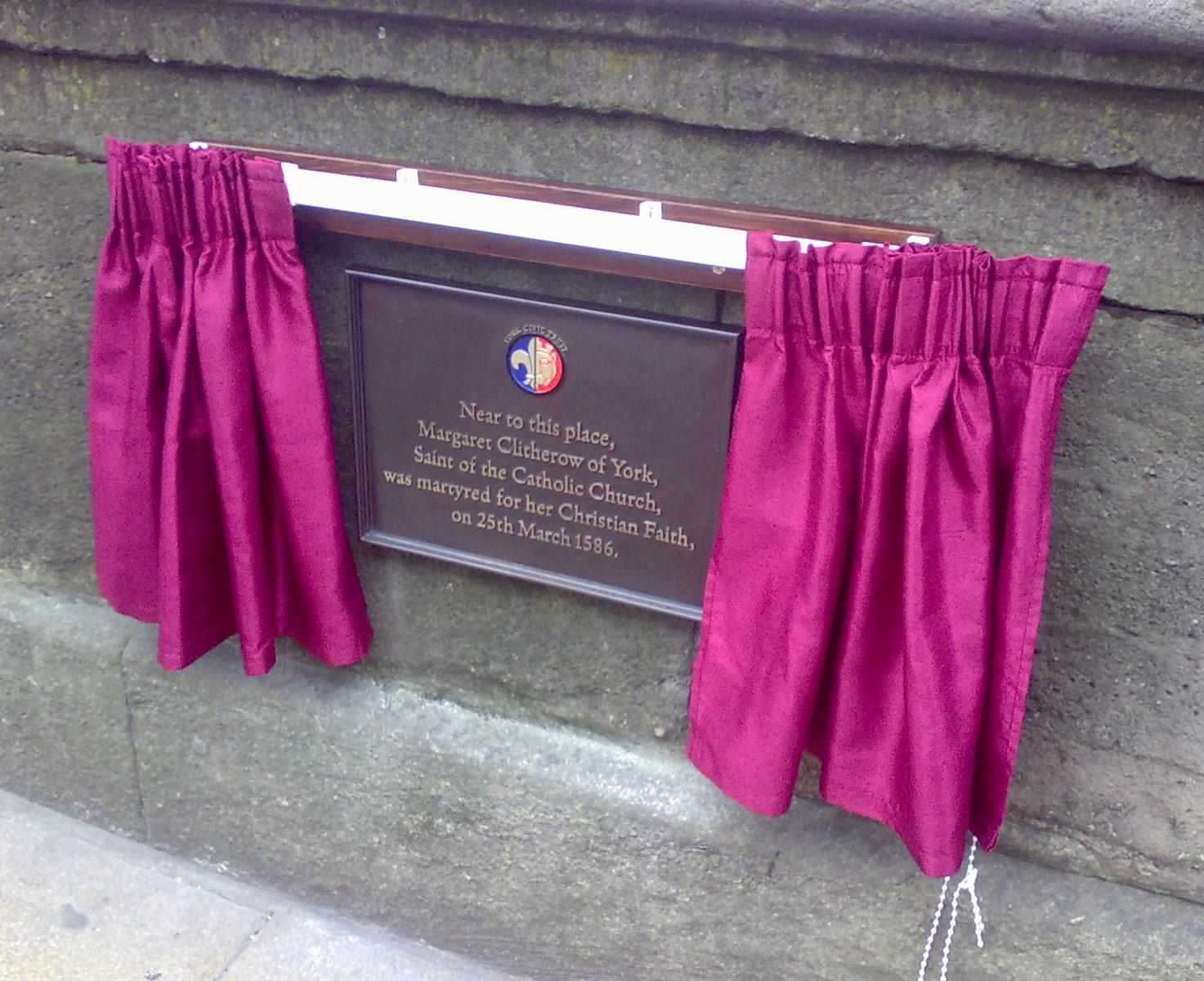
Targa in ricordo del martirio sulla banchina del fiume Ouse.
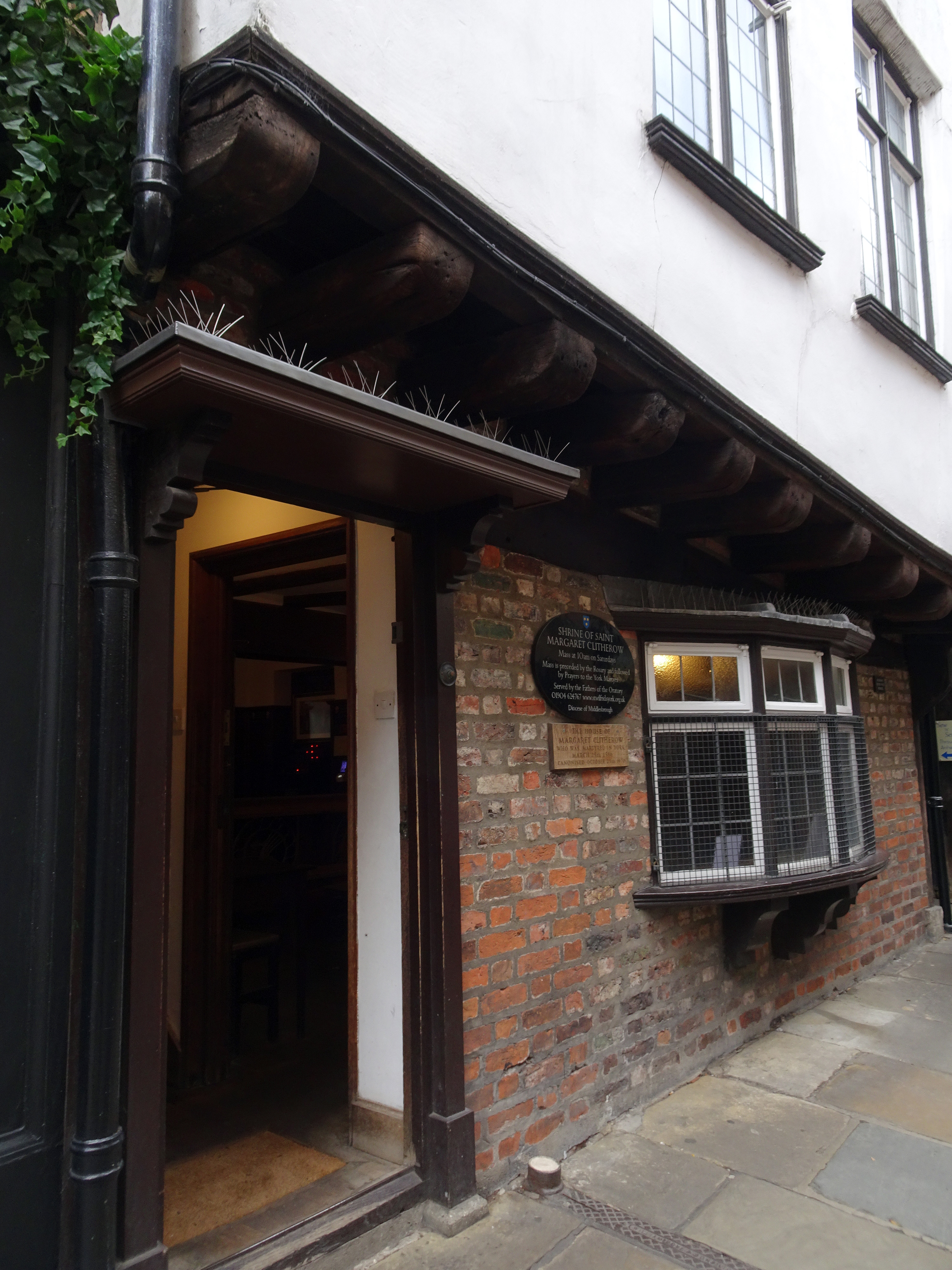
La casa natale, a York.